# Kustöviken
Kustöviken (fi. Kuusistonlahti eller Fiskarinsuntti) är en vik i Finland. Den ligger i landskapet Egentliga Finland, i den sydvästra delen av landet, 140 km väster om huvudstaden Helsingfors.
Fiskarinsuntti var tidigare ett sund mellan Kustö i väster och Lyhtyholma i öster, men sundet har växt igen och bara en vik på norra sidan av Lyhtyholma återstår. Både det igenväxta sundet och viken är naturskyddsområde och är ett viktigt häckningsområde för vadarfåglar.
Inlandsklimat råder i trakten. Årsmedeltemperaturen i trakten är 3 °C. Den varmaste månaden är juli, då medeltemperaturen är 17 °C, och den kallaste är februari, med −12 °C.